# إيزيس فينلاي
إيزيس فينلاي هي عارضة كوبية، ولدت في 15 سبتمبر 1933 في كوبا، وتوفيت في 24 مايو 2007 في ميامي في الولايات المتحدة.